# Rhaphium zhongdianum
Rhaphium zhongdianum är en tvåvingeart som beskrevs av Yang och Saigusa 2001. Rhaphium zhongdianum ingår i släktet Rhaphium och familjen styltflugor.
Artens utbredningsområde är Yunnan (Kina). Inga underarter finns listade i Catalogue of Life.